# Liste des classes de frégates
Cette page dresse la liste des classes de frégates en service dans les marines de guerre. Les frégates sont des navires de guerre de surface de taille moyenne.
| Année | Classe                     | Pays                | Classification OTAN et Navires | Notes |
| ----- | -------------------------- | ------------------- | --- | --- |
| 2017  | Baden-Württemberg          | Allemagne           | - F222 Baden-Württemberg - F223 Nordrhein-Westfalen - F224 Sachsen-Anhalt - F225 Rheinland-Pfalz | Également appelées F125. 1 en service.                                                                                              |
| 2006  | Valour                     | Afrique du Sud      | - F-145 Amatola - F-146 Isandlwana - F-147 Spioenkop - F-148 Mendi | 4 en service. |
| 2004  | Horizon                    | France              | - D-620 Forbin - D-621 Chevalier Paul | 2 en service. |
| 2004  | Horizon                    | Italie              | - D-553 Andre Doria - D-554 Caio Duilio | 2 en service. |
| 2015  | MEKO A200                  | Algérie             | - F-920 ? - F-920 ? (en construction) - F-920 ? (en construction) | 1 en service, 2 en construction. |
| 2016  | C28A                       | Algérie             | - F-910 ? (en construction) - F-911 ? (en construction) | 2 en construction. |
| 2003  | Sachsen                    | Allemagne           | - F-219 Sachsen - F-220 Hamburg - F-221 Hessen | 3 en service. |
| 1994  | Brandenburg                | Allemagne           | - F-215 Brandenburg - F-216 Schleswig-Holstein - F-217 Bayern - F-218 Mecklenburg-Vorpommern | 4 en service. |
| 1982  | Bremen                     | Allemagne           | - F-207 Bremen - F-208 Niedersachsen - F-209 Rheinland-Pfalz - F-210 Emden - F-211 Köln - F-212 Karlsruhe - F-213 Augsburg - F-214 Lübeck | Également appelées F122. 2 en service, 6 retirées entre 2012 et 2017.                                                               |
| 1982  | Köln                       | Allemagne           | - F-220 Köln - F-221 Emden - F-222 Augsburg - F-223 Karlsruhe - F-224 Lübeck - F-225 Braunschweig | 6 retirées dont 4 vendues à la Turquie.                                                                                             |
| 1982  | Köln                       | Turquie             | - D-360 Gelibolu (ex F-223) - D-361 Gemlik (ex F-225) | 2 en service, achetées à l'Allemagne, appelées localement classe Gelibolu.                                                          |
| 1985  | Classe Meko 140            | Argentine           | - P-41 Espora - P-42 Rosales - P-43 ARA Spiro - P-44 Parker - P-45 Robinson - P-46 Gómez Roca | 6 en service. |
| 1983  | Almirante Brown            | Argentine           | - D-10 ARA Almirante Brown - D-11 La Argentina - D-12 Heroína - D-13 Sarandí | 4 en service, basées sur la classe Meko 360.                                                                                        |
| 2016  | Hobart                     | Australie           | - DDGH-39 Hobart (en construction) - DDGH-41 Brisbane (en construction) - DDGH-42 Sydney (en construction) | 3 en construction, basées sur la classe Álvaro de Bazán.                                                                            |
| 1996  | Anzac                      | Australie           | - FFG-150 Anzac - FFG-151 Arunta - FFG-152 Warramunga - FFG-153 Stuart - FFG-154 Parramatta - FFG-155 Ballarat - FFG-156 Toowoomba - FFG-157 Perth | 8 en service, basées sur la classe Meko 200.                                                                                        |
| 1996  | Anzac                      | Nouvelle-Zélande    | - F-77 Te Kaha - F-111 Te Mana | 2 en service, basées sur la classe Meko 200.                                                                                        |
| 1980  | Adelaide                   | Australie           | - FFG-01 Adelaide - FFG-02 Canberra - FFG-03 Sydney - FFG-04 Darwin - FFG-05 Melbourne - FFG-06 Newcastle | 2 retirées, 4 en service, basées sur la classe Oliver Hazard Perry.                                                                 |
| 1978  | Wielingen                  | Belgique            | - F-910 Wielingen - F-911 Westdiep - F-912 Wandelaar - F-913 Westhinder | 4 retirées dont 3 vendues à la Bulgarie.                                                                                            |
| 1978  | Wielingen                  | Bulgarie            | - F-41 Drazki (ex F-912) - F-42 Verni (ex F-910) - F-43 Gordi (ex F-911) | 3 en service, achetées à la Belgique.                                                                                               |
| 2014  | Kyan Sittha                | Birmanie            | - F-12 Kyansittha - F-14 Sinbyushin - (en construction) - (en construction) - (en construction) | 2 en service, 3 en construction |
| 2010  | Aung Zeya                  | Birmanie            | - F-11 Aung Zeya | 1 en service. |
| 2008  | Barroso                    | Brésil              | - V-34 Barroso | 1 en service. |
| 1976  | Niteroi (en)               | Brésil              | - F-40 Niterói - F-41 Defensora - F-42 Constituição - F-43 Liberal - F-44 Independência - F-45 União - U-27 Brasil | 7 en service. |
| 1992  | Halifax                    | Canada              | - FFH-330 Halifax - FFH-331 Vancouver - FFH-332 Ville de Québec - FFH-333 Toronto - FFH-334 Regina - FFH-335 Calgary - FFH-336 Montréal - FFH-337 Fredericton - FFH-338 Winnipeg - FFH-339 Charlottetown - FFH-340 St. John's - FFH-341 Ottawa | 12 en service. |
| 1975  | Type 053                   | Chine               | Type 053H (Jianghu-I) - F-509 Changde - F-510 Shaoxing - F-511 Nantong - F-512 Wuxi - F-513 Huai'an - F-514 Zhenjiang - F-515 Xiamen - F-516 Jiujiang - F-517 Nanping - F-518 Ji'an - F-519 Changzhi - F-520 Kaifeng - F-551 Maoming - F-552 Yibin Type 053H1 (Jianghu-II) - F-533 Taizhou - F-534 Jinhua - F-543 Dandong - F-545 Linfen - F-553 Shaoguan - F-554 Anshun - F-555 Zhaotong - F-556 Xiangtan - F-557 Jishou Type 053H2 (Jianghu-III) - F-535 Huangshi - F-536 Wuhu - F-537 Cangzhou Type 053H1Q (Jianghu-IV) - F-544 Lushun Type 053H1G (Jianghu-V) - F-558 Beihai - F-559 Foshan - F-560 Dongguan - F-561 Shantou - F-562 Jiangmen - F-563 Zhaoqing Type 053K (Jiangdong) - F-531 Yingtan - F-532 ? Type 053H2G (Jiangwei I) - F-539 Anqing - F-540 Huainan - F-541 Huaibei - F-542 Tongling Type 053H3 (Jiangwei II) - F-521 Jiaxing - F-522 Lianyungang - F-523 Putian - F-524 Sanming - F-527 Luoyang - F-528 Mianyang - F-564 Yichang - F-565 Huludao - F-567 Xiangyang                        | 2 en service dans les garde-côtes (509 et 510), diverses unités vendues au Bangladesh, à la Birmanie, à l'Égypte et à la Thaïlande. |
| 1975  | Type 053                   | Bangladesh          | - F-15 Abu Bakar (ex F-535) - F-17 Ali Haider (ex F-536) - F-18 Osman (ex F-556) | 3 en service, achetées à la Chine.                                                                                                  |
| 1975  | Type 053                   | Birmanie            | - F-21 Mahar Bandoola (ex F-557) - F-23 Mahar Thiha Thura (ex F-554) | 2 en service, achetées à la Chine.                                                                                                  |
| 1975  | Type 053                   | Égypte              | - F-951 Najim al-Zafir - F-956 Al-Nasser | 2 en service. |
| 1975  | Type 053                   | Thaïlande           | - FFG-455 Chao Praya - FFG-456 Bangpakong - FFG-457 Kraburi - FFG-458 Saiburi | 4 en service. |
| 1983  | Almirante Padilla          | Colombie            | - FM-51 Almirante Padilla - FM-52 Caldas - FM-53 Antioquia - FM-54 Independiente | 4 en service. |
| 1983  | Almirante Padilla          | Malaisie            | - F-25 Kasturi - F-26 Lekir | 2 en service, appelées localement classe Kasturi.                                                                                   |
| 1973  | Najin                      | Corée du Nord       | ? ? | 2 en service. |
| 2013  | Incheon                    | Corée du Sud        | - FFG-811 Incheon - FFG-812 Gyeonggi - FFG-813 Jeonbuk | 3 en service. |
| 1998  | Gwanggaeto le Grand        | Corée du Sud        | - DDH-971 Gwanggaeto le Grand - DDH-972 Eulji Mundeok - DDH-973 Yang Manchun | 3 en service. |
| 1983  | Donghae                    | Corée du Sud        | - PCC-751 Donghae - PCC-752 Suwon - PCC-753 Gangneung - PCC-755 Anyang | 3 retirées en 2009 et 2010, 1 donnée à la Colombie.                                                                                 |
| 1983  | Donghae                    | Colombie            | | 1 en service, donnée par la Corée du Sud.                                                                                           |
| 1980  | Ulsan                      | Corée du Sud        | - FF-951 Ulsan - FF-952 Seoul - FF-953 Chungnam - FF-955 Masan - FF-956 Kyeongbuk - FF-957 Jeonnam - FF-958 Jeju - FF-959 Busan - FF-961 Cheongju | 8 en service, 1 retirée en 2014. |
| 1980  | Ulsan                      | Bangladesh          | - F-25 Bangabandhu | 1 en service, achetée à la Corée du Sud.                                                                                            |
| 2012  | Iver Huitfeldt             | Danemark            | - F-361 Iver Huitfeldt - F-362 Peter Willemoes - F-363 Niels Juel | 3 en service. |
| 2005  | Absalon                    | Danemark            | - L-16 Absalon - L-17 Esbern Snare | 2 en service. |
| 1991  | Thetis                     | Danemark            | - F-357 Thetis - F-358 Triton - F-359 Vædderen - F-360 Hvidbjørnen | 4 en service. |
| 2002  | Álvaro de Bazán            | Espagne             | - F-101 Álvaro de Bazán - F-102 Almirante Juan de Borbón - F-103 Blas de Lezo - F-104 Méndez Núñez - F-105 Cristóbal Colón | 5 en service. |
| 1986  | Santa María                | Espagne             | - F-81 Santa María - F-82 Victoria - F-83 Numancia - F-84 Reina Sofía - F-85 Navarra - F-86 Canarias | 6 en service, basées sur la classe Oliver Hazard Perry.                                                                             |
| 1977  | Oliver Hazard Perry        | États-Unis          | - FFG-7 Oliver Hazard Perry - FFG-8 McInerney - FFG-9 Wadsworth - FFG-10 Duncan - FFG-11 Clark - FFG-12 George Philip - FFG-13 Samuel Eliot Morison - FFG-14 Sides - FFG-15 Estocin - FFG-16 Clifton Sprague - FFG-19 John A. Moore - FFG-20 Antrim FFG-20 - FFG-21 Flatley - FFG-22 Fahrion - FFG-23 Lewis B. Puller - FFG-24 Jack Williams - FFG-25 Copeland - FFG-26 Gallery - FFG-27 Mahlon S. Tisdale - FFG-28 Boone - FFG-29 Stephen W. Groves - FFG-30 Reid - FFG-31 Stark - FFG-32 John L. Hall - FFG-33 Jarrett - FFG-34 Aubrey Fitch - FFG-36 Underwood - FFG-37 Crommelin - FFG-38 Curts - FFG-39 Doyle - FFG-40 Halyburton - FFG-41 McClusky - FFG-42 Klakring - FFG-43 Thach - FFG-45 De Wert - FFG-46 Rentz - FFG-47 Nicholas - FFG-48 Vandegrift - FFG-49 Robert G. Bradley - FFG-50 Taylor - FFG-51 Gary - FFG-52 Carr - FFG-53 Hawes - FFG-54 Ford - FFG-55 Elrod - FFG-56 Simpson - FFG-57 Reuben James - FFG-58 Samuel B. Roberts - FFG-59 Kauffman - FFG-60 Rodney M. Davis - FFG-61 Ingraham | 51 retirées dont 18 vendues. |
| 1977  | Oliver Hazard Perry        | Égypte              | - F-901 Sharm El-Sheik (ex FFG-22) - F-906 Toushka (ex FFG-23) - F-911 Alexandria (ex FFG-25) - F-916 Taba (ex FFG-26) | 4 en service, achetées aux États-Unis.                                                                                              |
| 1977  | Oliver Hazard Perry        | Bahreïn             | - FFG-90 Sabha (ex FFG-24) | 1 en service, achetée aux États-Unis.                                                                                               |
| 1977  | Oliver Hazard Perry        | Pakistan            | - F-260 Alamgir (ex FFG-8) | 1 en service, achetée aux États-Unis.                                                                                               |
| 1977  | Oliver Hazard Perry        | Pologne             | - F-273 Gen. T. Kościuszko (ex FFG-9) - F-272 Gen. K. Pułaski (ex FFG-11) | 2 en service, achetées aux États-Unis.                                                                                              |
| 1977  | Oliver Hazard Perry        | Taïwan              | - PFG-1112 Ming Chuan (ex FFG-50) - PFG-1115 Feng Jia (ex FFG-51) | 2 en service, achetées aux États-Unis.                                                                                              |
| 1977  | Oliver Hazard Perry        | Turquie             | - F-490 Gaziantep (ex FFG-16) - F-491 Giresun (ex FFG-20) - F-492 Gemlik (ex FFG-21) - F-493 Gelibolu (ex FFG-30) - F-494 Gokceada (ex FFG-27) - F-495 Gediz (ex FFG-19) - F-496 Gokova (ex FFG-13) - F-497 Goksu (ex FFG-15) | 8 en service, achetées aux États-Unis.                                                                                              |
| 1969  | Knox                       | États-Unis          | - FF-1052 Knox - FF-1053 Roark - FF-1054 Gray - FF-1055 Hepburn - FF-1056 Connole - FF-1057 Rathburne - FF-1058 Meyerkord - FF-1059 W. S. Sims - FF-1060 Lang - FF-1061 Patterson - FF-1062 Whipple - FF-1063 Reasoner - FF-1064 Lockwood - FF-1065 Stein - FF-1066 Marvin Shields - FF-1067 Francis Hammond - FF-1068 Vreeland - FF-1069 Bagley - FF-1070 Downes - FF-1071 Badger - FF-1072 Blakely - FF-1073 Robert E. Peary - FF-1074 Harold E. Holt - FF-1075 Trippe - FF-1076 Fanning - FF-1077 Ouellet - FF-1078 Joseph Hewes - FF-1079 Bowen - FF-1080 Paul - FF-1081 Aylwin - FF-1082 Elmer Montgomery - FF-1083 Cook - FF-1084 McCandless - FF-1085 Donald B. Beary - FF-1086 Brewton - FF-1087 Kirk - FF-1088 Barbey - FF-1089 Jesse L. Brown - FF-1090 Ainsworth - FF-1091 Miller - FF-1092 Thomas C. Hart - FF-1093 Capodanno - FF-1094 Pharris - FF-1095 Truett - FF-1096 Valdez - FF-1097 Moinester                                                                                                 | 45 retirées dont 31 vendues. |
| 1969  | Knox                       | Égypte              | - F-962 Rasheed (ex FF-1097) - F-961 Dumyat (ex FF-1089) | 2 en service, achetées aux États-Unis.                                                                                              |
| 1969  | Knox                       | Grèce               | - F-456 Ipirus (ex FF-1056) - F-457 Thraki (ex FF-1075) - F-458 Makedonia (ex FF-1068) | 3 retirées, achetées aux États-Unis.                                                                                                |
| 1969  | Knox                       | Mexique             | - F-211 Ignacio Allende (ex FF-1065) - F-212 Mariano Abasolo (ex FF-1066) - F-213 Guadalupe Victoria (ex FF-1094) - F-214 Almirante Francisco Javier Mina (ex FF-1062) | 4 en service, achetées aux États-Unis.                                                                                              |
| 1969  | Knox                       | Taïwan              | - FF-932 Chih Yang (ex FF-1073) - FF-935 Lan Yang (ex FF-1078) - FF-939 Ki Yang (ex FF-1096) - FF-933 Fong Yang (ex FF-1086) - FF-934 Fen Yang (ex FF-1087) - FF-937 Hwai Yang (ex FF-1088) - FF-938 Ning Yang (ex FF-1081) - FF-936 Hae Yang (ex FF-1083) | 6 en service, 2 retirées, achetées aux États-Unis, appelées localement classe Chih Yang.                                            |
| 1969  | Knox                       | Thaïlande           | - FFG-462 Phutthaloetla Naphalai (ex FF-1077) - FFG-461 Phutthayotfa Chulalok (ex FF-1095) | 2 en service. |
| 1969  | Knox                       | Turquie             | - F-250 Muavenet (ex FF-1093) - F-251 Adatepe (ex FF-1076) - F-252 Kocatepe (ex FF-1063) - F-253 Zafer (ex FF-1092) - F-255 Karadeniz (ex FF-1085) - F-256 Ege (ex FF-1090) - F-257 Akdeniz (ex FF-1079) - F-257 Trakya (ex FF-1084) | 8 retirées. |
| 1963  | Bronstein                  | États-Unis          | - FF-1037 Bronstein - FF-1038 McCloy | 2 retirées en 1990, vendues au Mexique.                                                                                             |
| 1963  | Bronstein                  | Mexique             | - F-201 Nicolas Bravo (ex FF-1038) - F-202 Hermenegildo Galeana (ex FF-1037) | 2 en service, achetées aux États-Unis.                                                                                              |
| 2012  | Fremm                      | France              | - D-650 Aquitaine - D-651 Normandie - D-652 Provence - D-653 Languedoc - D-654 Auvergne - D-655 Bretagne - D-656 Alsace - D-657 Lorraine | 8 en service |
| 2012  | Fremm                      | Italie              | - F-590 Carlo Bergamini - F-591 Virginio Fasan - F-592 Carlo Margottini - F-593 Carabiniere - F-594 Alpino - F-595 Luigi Rizzo - F-596 Federico Martinengo - F-597 Antonio Marceglia - F-598 Spartaco Schergat (en construction) - F-599 Emilio Bianchi (en construction) | 8 en service, 2 en construction. |
| 2012  | Fremm                      | Égypte              | - FFG-1001 Tahya Misr - FFG-1002 Al-Galala - FFG-1003 Bernees | 3 en service. |
| 2012  | Fremm                      | Maroc               | - F-701 Mohammed VI | 1 en service. |
| 2012  | Fremm                      | Indonésie           | - (planifiée) - (planifiée) - (planifiée) - (planifiée) - (planifiée) - (planifiée) | |
| 1996  | La Fayette                 | France              | - F-710 La Fayette - F-711 Surcouf - F-712 Courbet - F-713 Aconit - F-714 Guépratte | en service. |
| 1996  | La Fayette                 | Arabie saoudite     | - F-812 Al Riyadh - F-814 Al Makkah - F-816 Al Damman | 3 en service, appelées localement classe Al Riyadh.                                                                                 |
| 1996  | La Fayette                 | Singapour           | - FFG-68 Formidable - FFG-69 Intrepid - FFG-70 Steadfast - FFG-71 Tenacious - FFG-72 Stalwart - FFG-73 Supreme | 6 en service, appelées localement classe Formidable.                                                                                |
| 1996  | La Fayette                 | Taïwan              | - FFG-1202 Kang Ding - FFG-1203 Si Ning - FFG-1205 Wu Chang - FFG-1206 Di Hua - FFG-1207 Kun Ming - FFG-1208 Chen De | 6 en service, appelées localement classe Kang Ding.                                                                                 |
| 1992  | Floréal                    | France              | - F-730 Floréal - F-731 Prairial - F-732 Nivôse - F-733 Ventôse - F-734 Vendémiaire - F-735 Germinal | 6 en service. |
| 1992  | Floréal                    | Maroc               | - F-611 Mohammed V - F-612 Hassan II | 2 en service. |
| 1979  | Georges Leygues            | France              | - D-640 Georges Leygues - D-641 Dupleix - D-642 Montcalm - D-643 Jean de Vienne - D-644 Primauguet - D-645 La Motte-Picquet - D-646 Latouche-Tréville | 1 en service, 7 désarmées. |
| 1992  | Hydra                      | Grèce               | - F-452 Hydra - F-453 Spetsai - F-454 Psara - F-455 Salamis | 4 en service, basées sur la classe Meko 200.                                                                                        |
| 2010  | Shivalik                   | Inde                | - F-47 Shivalik - F-48 Satpura - F-49 Sahyadri | 3 en service. |
| 2003  | Talwar                     | Inde                | - F-40 Talwar - F-43 Trishul - F-44 Tabar - F-45 Teg - F-50 Tarkash - F-51 Trikand | 6 en service, basées sur la classe Krivak.                                                                                          |
| 2000  | Brahmaputra                | Inde                | - F-31 Brahmaputra - F-37 Beas - F-39 Betwa | 3 en service. |
| 1983  | Godavari                   | Inde                | - F-20 Godavari - F-21 Gomati - F-22 Ganga | 3 en service. |
| 2011  | Sigma                      | Indonésie           | - F-331 ? (en construction) - ? (en construction) | 2 en construction. |
| 2011  | Sigma                      | Maroc               | - F-613 Tarik Ben Ziyad - F-614 Sultan Moulay Ismail - F-615 Allal Ben Abdellah | 3 en service. |
| 2011  | Sigma                      | Viêt Nam            | - ? (en commande) - ? (en commande) - ? (en commande) - ? (en commande) | 4 commandées. |
| 1981  | Hajar Dewantara            | Indonésie           | - FFGH-364 Hajar Dewantara | 1 en service. |
| 1979  | Fatahillah                 | Indonésie           | - F-361 Fatahilah - F-362 Malahayati - F-363 Nala | 3 en service. |
| 2010  | Moudge                     | Iran                | - F-74 Sahand - F-76 Jamaran - F-77 Damavand - (en construction) - (en construction) - (en construction) - (en construction) | 3 en service, 4 en construction |
| 1968  | Alvand                     | Iran                | - F-71 Alvand - F-72 Alborz - F-73 Sabalan - F-74 Sahand | 3 en service, 1 coulée en 1988 |
| 1982  | Maestrale                  | Italie              | - F-570 Maestrale - F-571 Grecale - F-572 Libeccio - F-573 Scirocco - F-574 Aliseo - F-575 Euro - F-576 Espero - F-577 Zeffiro | 8 en service. |
| 1977  | Lupo                       | Italie              | - F-564 Lupo - F-565 Sagittario - F-566 Perseo - F-567 Orsa - F-582 Artigliere - F-583 Aviere - F-584 Bersagliere - F-585 Granatiere | 3 en service, 1 en réserve, 4 vendues au Pérou.                                                                                     |
| 1977  | Lupo                       | Pérou               | - FM-51 Carvajal - FM-52 Villavisencio - FM-53 Montero - FM-54 Mariátegui - FM-55 Aguirre (ex F-567) - FM-56 Palacios (ex F-564) - FM-57 Bolognesi (ex F-566) - FM-58 Quiñones (ex F-565) | 8 en service dont 4 achetées à l'Italie.                                                                                            |
| 1977  | Lupo                       | Venezuela           | - F-21 Mariscal Sucre - F-22 Almirante Brión - F-23 General Urdeneta - F-24 General Soublette - F-25 General Salom - F-26 Almirante Garcia | 6 en service, appelées localement classe Mariscal Sucre.                                                                            |
| 1989  | Abukuma                    | Japon               | - DE-229 Abukuma - DE-230 Jintsu - DE-231 Oyodo - DE-232 Sendai - DE-233 Chikuma - DE-234 Tone | 6 en service. |
| 1999  | Lekiu                      | Malaisie            | - F29 KD Jebat - F30 KD Lekiu | 2 en service. |
| 2004  | Fridtjof Nansen            | Norvège             | - F-310 Fridtjof Nansen - F-311 Roald Amundsen - F-312 Otto Sverdrup - F-313 Helge Ingstad - F-314 Thor Heyerdahl | 5 en service, basées sur la classe Álvaro de Bazán.                                                                                 |
| 2009  | Zulfiquar (en)             | Pakistan            | - F-251 Zulfiquar - F-252 Shamsheer - F-253 Saif - F-254 Aslat | 4 en service, basées sur la classe 053                                                                                              |
| 1991  | Karel Doorman              | Pays-Bas            | - F-827 Karel Doorman - F-828 Van Speijk - F-829 Willem van der Zaan - F-830 Tjerk Hiddes - F-831 Van Amstel - F-832 Abraham van der Hulst - F-833 Van Nes - F-834 Van Galen | 2 en service, 6 vendues à la Belgique, au Chili et au Portugal.                                                                     |
| 1991  | Karel Doorman              | Belgique            | - F-930 Leopold I (ex F-827) - F-931 Louise-Marie (ex F-829) | 2 en service, achetées aux Pays-Bas.                                                                                                |
| 1991  | Karel Doorman              | Chili               | - FF-15 Blanco Encalada (ex F-832) - FF-18 Almirante Riveros (ex F-830) | 2 en service, achetées aux Pays-Bas.                                                                                                |
| 1991  | Karel Doorman              | Portugal            | - F-333 Bartolomeu Dias (ex F-833) - F-334 Francisco de Almeida (ex F-834) | 2 en service, achetées aux Pays-Bas.                                                                                                |
| 2002  | Classe De Zeven Provinciën | Pays-Bas            | - F-802 De Zeven Provinciën - F-803 Tromp - F-804 De Ruyter - F-805 Evertsen | 4 en service. |
| 1986  | Jacob van Heemskerck (en)  | Pays-Bas            | - F-812 Jacob van Heemskerck - F-813 Witte de With | 2 en service. |
| 1978  | Kortenaer (en)             | Pays-Bas            | - F-807 Kortenaer - F-808 Callenburgh - F-809 Van Kinsbergen - F-810 Banckert - F-811 Piet Pieterszoon Hein - F-816 Abraham Crijnssen - F-823 Philips van Almonde - F-824 Bloys van Treslong - F-825 Jan van Brakel - F-826 Pieter Florisz | 12 retirées dont 8 vendues à la Grèce et 2 aux Émirats arabes unis.                                                                 |
| 1978  | Kortenaer (en)             | Émirats arabes unis | - F-01 Abu Dhabi (ex F-816) - F-02 Al Émirat (ex F-811) | 2 en service, achetées aux Pays-Bas.                                                                                                |
| 1978  | Kortenaer (en)             | Grèce               | - F-459 Adrias (ex F-808) - F-460 Aegaeon (ex F-810) - F-461 Navarinon (ex F-809) - F-462 Kountouriotes (ex F-807) - F-463 Bouboulina (ex F-826) - F-464 Kanaris (ex F-825) - F-465 Themistokles (ex F-823) - F-466 Nikiforos Fokas (ex F-824) | 7 en service, 1 retirée en 2013, achetées aux Pays-Bas.                                                                             |
| 1991  | Vasco da Gama              | Portugal            | - F-330 Vasco da Gama - F-331 Álvares Cabral - F-332 Corte-Real | 3 en service. |
| 1967  | João Belo                  | Portugal            | - F-480 Comandante João Belo - F-481 Comandante Hermenegildo Capelo - F-482 Comandante Roberto Ivens - F-483 Comandante Sacadura Cabral | 4 retirées en 1998 et 2004. |
| 1967  | João Belo                  | Uruguay             | - ROU-01 Uruguay (ex F-480) - ROU-02 Comandante Pedro Campbell (ex F-483) | 2 en service, achetées au Portugal.                                                                                                 |
| 1992  | Mărășești (en)             | Roumanie            | - F-111 Mărășești | 1 en service. |
| 1989  | Contraamiral Eustațiu      | Roumanie            | - F-264 Contraamiral Eustațiu - F-265 Contraamiral Horia Macellariu | 2 en service. |
| 1990  | Duke                       | Royaume-Uni         | - F-78 Kent - F-79 Portland - F-80 Grafton - F-82 Somerset - F-81 Sutherland - F-83 St. Albans - F-229 Lancaster - F-230 Norfolk - F-231 Argyll - F-233 Marlborough - F-234 Iron Duke - F-235 Monmouth - F-236 Montrose - F-237 Westminster - F-238 Northumberland - F-239 Richmond | 13 en service, 3 vendues au Chili.                                                                                                  |
| 1990  | Duke                       | Chili               | - FF-05 Almirante Cochrane (ex F-F230) - FF-06 Almirante Condell (ex F-233) - FF-07 Almirante Lynch (ex F-80) | 3 en service, achetées au Royaume-Uni                                                                                               |
| 2015  | Grigorovich                | Russie              | - ? Amiral Grigorovich - ? Amiral Essen - ? Amiral Makarov - ? Amiral Butakov (en construction) - ? Amiral Istomin (en construction) - ? Amiral Kornilov (en construction) | 6 en construction. |
| 2015  | Gorshkov                   | Russie              | - ? Amiral Flota Sovetskogo Soyuza Gorshkov - ? Amiral Flota Kasatonov - ? Amiral Golovko - ? Amiral Isakov (en construction) - (en commande) - (en commande) | 4 en construction, 2 commandées. |
| 2003  | Gepard                     | Russie              | - F-691 Tatarstan - F-693 Dagestan | 2 en service. |
| 2003  | Gepard                     | Viêt Nam            | - HQ-011 Dinh Tien Hoang - HQ-012 Ly Thai To - (en construction) - (en construction) - (en construction) - (en construction) | 2 en service, 4 en construction. |
| 1993  | Neustrashimyy              | Russie              | - F-712 Neustrashimyy - F-727 Yaroslav Mudry | 2 en service. |
| 1980  | Krivak                     | Russie              | - F-801 Ladnyy - F-808 Pytlivyy | 2 en service. |
| 1980  | Krivak                     | Ukraine             | - U-130 Hetman Sahaydachniy | 1 en service. |
| 1993  | Cheng Kung                 | Taïwan              | - PFG2-1101 Cheng Kung - PFG2-1103 Cheng Ho - PFG2-1105 Chi Kuang - PFG2-1106 Yueh Fei - PFG2-1107 Tzu I - PFG2-1108 Pan Chao - PFG2-1109 Chang Chien - PFG2-1110 Tian Dan | 8 en service, basées sur la classe Oliver Hazard Perry                                                                              |
| 2018  | DW 3000F                   | Thaïlande           | - FFG-471 ? (en construction) - FFG-472 ? (en construction) | 2 en construction. |
| 1994  | Naresuan (en)              | Thaïlande           | - FFG-421 HTMS Naresuan - FFG-422 HTMS Taksin | 2 en service. |
| 2011  | Ada                        | Turquie             | - F-511 Heybeliada - F-512 Büyükada - F-513 Burgazada (en construction) - (en construction) - (en construction) - (en construction) - (en construction) - (en construction) - (en commande) - (en commande) - (en commande) - (en commande) | 2 en service, 6 en construction, 4 commandées.                                                                                      |
| 2011  | Ada                        | Indonésie           | - (en commande) - (en commande) | 2 commandées. |
| 1997  | Barbaros                   | Turquie             | - F-244 Barbaros - F-245 Oruç Reis - F-246 Salih Reis - F-247 Kemal Reis | 4 en service, basée sur la classe Meko 200.                                                                                         |
| 1987  | Yavuz                      | Turquie             | - F-240 Yavuz - F-241 Turgutreis - F-242 Fatih - F-243 Yildrim | 4 en service, basée sur la classe Meko 200.                                                                                         |